# Quadricalcarifera fasciatus
Quadricalcarifera fasciatus är en fjärilsart som beskrevs av Moore 1879. Quadricalcarifera fasciatus ingår i släktet Quadricalcarifera och familjen tandspinnare. Inga underarter finns listade.